# 和製英語
和製英語（日语：／ Wasei Eigo */? ）是日語中使用的和製外來語之一，是日語音譯與英語相似的詞語。
「和製英語」一字，只適用於表示從英語單字創造出來的詞語；從其他歐美地區語言單字所創造出來的詞語，則會使用“和製外來語”一字表示。
一些與英語單字本身意思不同地使用（即誤用），或者把動詞錯誤地作名詞般和其他單字組合的誤用，甚至把單字作日式簡略後發音的詞語等等，廣義上來說也可被包含在和製英語範圍之內。
如果只是在日語使用者之間使用和製英語的話，一般並不會引起不必要的誤解。但是卻會因此而把本來的英語表現誤用、誤認，所以經常令一些學習日語的英語使用者感到困惑。同樣情況亦出現於本來源自英語以外語言（法語及德語等）的詞語，卻被誤以為是來自英語的和製外來語身上。
英語作為世界語言，是一種被世界多個地方的人所使用的語言；其用法的不統一及多樣性，日語方言的差異根本比不上。在和製英語之中，有一部分的詞語被理解作日本方語的英語。甚至有英語教師採納大範圍的和製英語，挑起了英語混雜的傾向。另外，雖然認識到以片假名標記會使詞語的發音「與原來語言發音完全不一樣」的人並不少，但是對於認識日語語言體系的人來說，他們會認為這是「日本口音、日本腔」。所以究竟縮略語是英式的還是日式的，出來效果完全不同，這一點是有必要留意。
几个和製英語可以用从来日语来表达。 例如，在日语中是「（摄影师）」或「（摄影家）」。
但對於會說多國語言的人（只會說母語或者只會說外國語的人除外）來說，文法和單字等的混亂並不罕見，所以他們較少有上面提過的誤解。
以下會列出廣義上的和製英語例子，並會把其分類。凡與前言所提及過的定義不乎者，請參閱有關英式日本語的條目。

## 和製英語範例
冒号之后为中文含义。

### 造語
- （After+Service）：售後服務、服務
- （Winker）：指揮燈、轉向燈、轉彎燈
- （Order+Made）：度身訂做，即叫即做（在日语中是，受注生産，特注等）
- （Auto+Bike）：摩托車、機車、電單車（英语中使用motorcycle）（在日语中是，自動二輪車，単車）
- （Open+Car）：敞篷車（英语中为cabriolet或者convertible）
- （Office+Lady）：辦公室女職員（略稱，OL）
- （Guard+Man）：保安員、看更、護衛員（英文直接使用guard或security guard）（在日语中是，護衛，見張り等）
- （Gasoline+Stand）：加油站（美式英语中使用gas station）
- （Guts Pose）意思為勝利姿勢（victory pose）。一說來自拳手，二說來自保齡球雜誌。
- （Catch+Ball）：投球及接球遊戲
- （Camping+Car）：流動汽車房屋
- （Group+Sounds）：mod-rock group、團隊聲音
- 、（Grade+Up、Version+Up）：升級、更新（英文为upgrade）
- ，簡稱（Game+Center）：遊戲機中心、機舖
- 、（Golden+Hour、Golden+Time）：指晚上七時至十時的一段黃金時段（英文称为prime time）
- （Concent）：
  - 電插座（裝在牆角位置的）（英文称为socket）
  - 電插頭（從電器伸出的）（英文称为plug）
  - ※有說來自「concentrate」（集中）或者「concentric plug」（同心插頭）二字。
- （Side+Brake）：手煞、手掣
- （Sign+Pen）：水筆、箱頭筆
- （Sand+Bag）：（練習拳擊用的）沙包、沙袋（英文的sandbag更类似于防洪或军事使用）
- （Jeans+Pant）：牛仔褲（英文直接使用jeans）
- （Jet+Coaster）：雲霄飛車、過山車（英文使用roller coaster或coaster）
- （Silver+Seat）：優先座位（在日语中是，優先席）
- （Skin+Ship）：身體與身體相互接觸，以及由此展開的推心置腹的交流；[1]肌膚接觸，肌膚之親，身體親密；英文中與此意思相近的詞為Physical intimacy。[2]
- （Suit+Actor）：（無直接對應字）多稱之為stunt man；替身
- 、（Sparts+tight）：短綁腿
- （Three+Size）：三圍
- （Download+Only+Member）：隱形人、潛水（指一些在網上論壇內只顧下載，不會作出交談沒有貢獻的人）
- （Dump+Car）：泥頭車（英文是dump truck）
- （Cheer+Girl）：啦啦隊隊長
- （China+Dress）：旗袍（英文為Cheongsam，源自長衫的粵語羅馬化拼寫[3][4]。）[5]
- （Dead+Ball）：（棒球的）觸身球、死球（英文是hit by pitch）（在日语中是，死球）
- （Techno+Pop）：電子音樂（英文只使用techno）
- （Decoration+Cake）：裝飾蛋糕
- （Televi+Game）：電視遊戲機、電玩
- （Drive+In）：公路休息站（或站內的商店）
- （Training+Pant）簡稱：運動練習穿著用的長褲
  - ※「training pants」原意是指幼兒使用的學習褲。
- （Night+er）：夜賽
- （Number+Plate）：車牌（英文是Number Plate或license plate）
- （Back+Net）：（棒球用的）擋球網
- （Back+Mirror）：后视镜（英文是rear-view mirror）
- （Panel+er）：參加者（英文使用participant）
- （Panty+Stocking）簡稱：女裝連褲襪（英文是pantyhose）
- （Handle）：方向盤、軚盤、轉向盤（英文是steering wheel）
- （Handle+Name）：網上名稱、網名、代表名字（英文使用nickname，即昵称）
- （Four+Ball）：保送上壘（棒球）（在日语中是，四球）
- （Book+Cover）：書的封套、包裝
- （Fried+Potato）：薯條（英式英语称为potato chips，美式英语使用French fries）
- （Plus+Alpha）：把速寫的X誤讀成α的叫法
- （Free+Talk）：自由講、自由論壇（在日语中是，雑談，お喋り等）
- （Front+Glass）：擋風玻璃（英式英语称为windscreen，美式英语称为windshield）
- （Health+Center）：具備洗浴、娛樂、休養等功能的綜合性娛樂場所；康體中心。（英文中的Health Center意爲「保健中心」或者「衛生中心」。）[6]
- （Pair+Look）：情侶裝
- （Paper+Company）：空殼公司（英文称为shell company）
- （Paper+Test）：筆試（在日语中是，筆記試験，筆答試験等）
- （Paper+Driver）：有駕照但幾乎沒在開車的人，業餘駕駛
- （Bed+Town）：睡城，指位於城郊，缺乏基礎生活機能的住宅區
- （Baby+Car）：嬰兒車、BB車（英式英语称为push chair，美式英语称为stroller）（在日语中是，乳母車）
  - ※「baby car」原意指小型汽車
- （Minus+Ion）：負離子，冷的空气
- （My+Boom）：個人喜好
- （My+Home）：我的家（在日语中是，持ち家，自宅等）
- （Mug+Cup）：馬克杯（英语中只称作mug）
- （Moon+Salto）：（摔角的）月光壓制技、月面宙返後空翻壓制
- （Morning+Call）：（酒店的）叫醒電話服務
- （Morning+Service）：早餐服務
- （Light+Up）：亮燈（在日语中是，照らす，映射等）
- （Live+House）：提供現場演奏的俱樂部、酒吧、夜總會等
- （Love Love）：卿卿我我，情意綿綿，過分親熱的。由英語Love以日語中疊詞的形式構成的造語，表示Love的程度之深。
- （Running+Homerun）：（棒球）場內本壘打（英文称inside-the-park home run）
- （Recycle+Shop）：二手商店
- （Read+Only+Member）：指論壇中只讀別人的訊息而不發文的成員
- （Race+Queen，亦寫作）：賽車女郎，不論該詞語[7]還是其對應的職業[8]皆源自日本，英文中對應的詞語有很多，比如Grid Girl[9][10]、Paddock Girl[11]等。
- ，簡稱（Location+Hunting）：尋找合適的拍攝地方（英文稱location scouting）
- （Loss+Time）：（運動比賽的）補時（英文称additional time或injury time）、加時（英文称overtime或extra time）
- （Romance+Grey）：銀灰色頭髮（多指中年男士）
- （Romance+Seat）：（戲院裡的）情侶座
- （White+Shirt）：白色襯衣、白恤衫
- （One+Man）：獨裁，一人所控制（英文称dictatorship）（在日语中是，独裁）
  - 這一詞原本來自，即巴士上的一人操控模式、一人售票模式。但這一詞隨著時代轉變，及有性別歧視之嫌而逐漸少用於英語

### 從商標而來的詞語
- （Sharp+Pencil）簡稱：鉛芯筆（美式英语称mechanical pencil）
  - 日本的早川金屬工業株式會社，即現在的夏普（シャープ）發明耐用的金屬製自動鉛筆後，以此名為商標
- ：拉鏈（英文称zipper）
  - 據說由中的一字演變出來的
- （Viking）：自助餐（英文称buffet）
  - 由某酒店所命名的。有說從北歐的維京（Viking）一字所演變出來
- （Free+Dial）：熱線電話
  - 是日本NTT的註冊商標
- （Pocket+Bell）簡稱：傳呼機、BB機（英文称为pager或beeper）
  - 是NTT DoCoMo的註冊商標。
- （Hotchkiss）：订书机（英文是stapler）
  - 這是由订书机的發明者名字演變出來，而且這一詞語為（伊藤喜）的註冊商標
- （Magic+Ink）：油墨
- （Romance+Car）：設有情侶座的電車
  - 由小田急的特急列車名稱而來

### 转义
- （Recreational Vehicle）：被解作四驅車，休閒汽車，七人車等等。
  - 在美國，RV通常是指，即流動汽車房屋。
- W（Double）：被視作等如英語的Double，即雙重的意思。例如1990年代的等。（在日语中是，二重）
  - 拉丁字母W的詞源是double u（雙重U）的意思。
- （Idling Stop）：停車關掉引擎
  - 英語裡對idling stop的見解卻是相反地「汽車停下來，引擎仍空轉著」。
- （Custom）： （汽車的）改裝
  - 英語裡的custom是名词或形容词，动词是customize，意为“定制”，并非局限于汽车。然而英文中确有custom car的说法，意为改装车。
- （Cameraman）：（拍攝照片的）攝影家
  - 英語裡的Cameraman是指拍攝電影或電視等的攝影師，或可稱作Camera operator。拍摄照片的摄影家被称作photographer。
- （Cunning）：作弊，出老千
  - 英語裡的Cunning是狡猾、奸詐之意。作弊应该称作cheating。
- （Crystal）：閃爍的
  - 英語裡的Crystal是水晶、結晶體之意，表达“闪烁的”可使用shimmering或glittering。
- （Claim）：投訴，控訴（在日语中是，苦情，言い掛かり等）
  - 英語裡的Claim是單指請求、主張之意。“投诉”应使用complain，而“诉讼”应使用sue（动词）或litigation（名词）。
- （Cider）：蘇打水、汽水
  - 英語裡的Cider是蘋果酒之意。英语中的碳酸饮料通称名目繁多，正式一些可统称为carbonated drink，亦可通称为fizzy drink（英国最常用）或soda（美国最常用）。
- （Sign）：（歌手、運動選手、名人等的）親筆簽名
  - 英語裡的Sign意思是標誌。正確的親筆簽名應該為autograph，而使用信用卡時的簽署應該為signature。此误用可能来自動詞「簽署」。
- （Seal）：貼紙、標貼
  - 英語裡的seal是印章、封印之意。貼紙、標貼等應為sticker，而標籤則是label。
- （Just）：剛剛。如意思是「剛剛好一千日圓」；是「十二時正開始」等。（在日语中是，丁度，きっかり等）
  - 但是英語裡的just並不可以這樣使用。just 1000 yen意为“只有1000日元”。以上面两个例子而言，使用exactly更加恰当。
- （Shoot）：入球
  - 英語裡的shoot是動詞，並不能直接當作名詞使用。正确的用法是goal。
- （Shortcake）：草莓蛋糕、士多啤莉蛋糕
  - 在美國，shortcake是一種水果酥餅，用以代替海綿蛋糕。據說short一字是用以表示日語（香脆爽口）的意思。
- （Switchback）：路軌的轉接位、交差位。
  - 英語裡的Switchback是指鐵路爬陡坡的Z形轉向路線。
- （Scout）：星探
  - 英式英語裡的scout僅指童軍。Scout在美式英语中亦有星探之意。英式英語中星探的對應詞為spotter。
- （Skeleton）：能夠透視內部構造的半透明物料
  - 英語裡的skeleton是骨骼之意。
- ：（嬰兒、小孩用的）圍兜、口水肩
  - 英語正確應稱作bib。
- （Spin）：用以綑綁書本的絲帶
  - 英語裡的spin是動詞，意思是旋轉。絲帶、帶狀物等等應為ribbon。
- （Spell）：用字母拼寫、拼法、串法（在日语中是，綴り，綴り字等）
  - 過去有指摘把英語的spell當作是日語裡（綴合）的用法，但是近代傾向認為這是誤用。若需表示“拼法”这个名词，应使用spelling。
- （Smart）：身型標準、衣著時髦
  - 英語裡的smart是指衣著時髦、頭腦聰明的意思。若表示身材瘦削高挑，可以使用slim。
- （Sense）：（有品味）／（無品味）。（在日语中是，感性，感覚，趣，品等）
  - 英語裡的sense是指意識、見識。品味應為taste。
- （Solar System）：太陽能電池
  - 英語裡的Solar System是指太陽系，太陽能電池應該是solar cell或者photovoltaic cell。
- （Tacos）：炸玉米餅、炸粟米片
  - 原詞（西班牙語）應為taco，但在日本將複數型tacos作為單數名詞使用。
- （Dash）：奔跑
  - 英式英語裡的Dash通常是指連接號。Dash在美式英語中亦有奔跑之意。英式英語中奔跑的對應詞為rush。
- （Terminal）：鐵路總站
  - 在歐洲，Terminal一字是指作為路線盡頭的站，列車駛進月台後再不能前行的一種才稱為Terminal。因為本來的意思含有「終端」之意。按照本來意義的日本車站有阪急梅田站、東武淺草站和西鐵福岡站等少數車站。而把東京站和大阪站等的稱作是誤用，正確應該稱作hub station（交匯站）為較為合適。
- （Two Shot）：合照
  - 以英語為母語的人可能會誤會是解作「兩人被射擊」的意思。
- （Domestic Violence）：夫妻間的暴力
  - 本來是指家庭暴力，但後來逐漸變化成專指夫妻之間的暴力問題
- （Driver）：螺絲刀、螺絲起子。也可解作雞尾酒的一種。（在日语中是，螺子回し）
  - 這個詞語應該是由英語的Screwdriver一字縮寫出來。而（Plus+Driver，十字）、（Minus+Driver，一字）則應該為Phillips和Flat head。
- （Trump）：撲克、啤牌
  - 英語裡的Trump是指王牌之意。
- （Power Up）：增強力量（在日语中是，強化，成長等）
  - 英語裡的Power up本意是插入電源、提高輸出。
- （Punc）：破裂、（輪胎的）漏氣
  - 此字應該是由表示以利器刺穿的「Puncture」所演變出來。
- （Virtual）：虛假、不真實的（在日语中是，仮想の，架空の等）
  - 英語的Virtual本來並不只有「虛假、不真實」，也有相反的「事實上、實際上」的意思。這是因為在翻譯Virtual Reality為「虛擬現實」之後，人們斷章取義地以為Virtual等如「虛疑」，進而被誤用。
- （Highway）：高速公路（在日语中是，高速道路）
  - 英語裡的highway可以指一般公路、幹道。而專稱高速公路的應該是express way。
- （Bike）：摩托車、電單車、機車（在日语中是，自動二輪車，単車）
  - 英語裡的bike汎指所有兩輪機械，包含機車、自行車（bicycle）等等。專指機車的詞彙是motorcycle。
- （Handle）：（汽車的）方向盤、軚盤、轉向盤
  - 英語裡的handle是指諸如門和鍋上的柄、把手等的意思。“方向盘”应为steering wheel。
- （Pinch）：危機
  - 英語裡的Pinch是指捏、擠壓之意。“危機”应为danger。
- （Fantasy+tic）：奇妙的、難以置信的
  - 正確應譯作。這可能是因為像（Romance，浪漫）→（Romantic，羅曼蒂克），人們如此類推地把（Fantasy，幻想）→（Fantasy+tic）。
- （Flying start）：偷步
  - 英語裡的Flying start指先行起步才開始的方法。
- （Flashlight）：強力電筒
  - 英語裡的flashlight是手電筒之意。但是日語用以指特殊部隊常使用，使敵人短暫目眩的強力電筒（如SureFire）等。
- （Post）：郵箱（在日语中是，郵便受け，郵便函）
  - 英語裡的post指郵政、郵件之意。邮箱可称为mailbox或postal box。
- （Homepage）：網站
  - 英語裡的homepage是指網站的首頁，網站應該為website。
- （Produce）：製作、製造等名詞，影劇動畫職位指「監製」。（在日语中是，制作，手掛ける等）
  - 英語裡的produce是动词。在日本外來語名詞化與（Production）混用。也有不乏體認到此乃錯誤用法，對應英譯則改Producing或者Production，卻沒直接用、的情形。影视产业的“监制”应该是producer。
- （Proportion）、（Style）：體型、體格
  - 英語裡的proportion及style分別指比例和形式，體型、體格應該是figure。
- （Manager）：學校學會活動裡的幹事、總務
  - 英語裡的manager是指經理、經理人之意。
- （Muffler）：圍巾
  - 英語裡的muffler通常是指汽車的消音器。Muffler在英语中仍保有圍巾之意，但并不常用。英語中圍巾的對應詞為scarf。
- （Mansion）：住宅大廈
  - 英語裡的mansion有官邸、公館之意，亦特指一类豪华的欧式住宅。英語中大廈的對應詞為condominium或apartment。
- （Mirra）：木乃伊
  - 英語裡的正確用字為Mummy。Mirra是一種用以對屍體進行防腐處理時所使用的一種樹脂。
- （Moody）：有氣氛的
  - 英語裡的Moody本意為鬱鬱不歡、喜怒無常之意。
- （Moral Hazard）：指受益人可能會為了利益而做出不道德的行為，以獲取金錢，例如逆選擇現象。
  - 英語裡的moral hazard是指道德風險，即指參與合同的一方所面臨的對方可能改變行為而損害到本方利益的風險。
- （Lifeline）：維生管線，指為了維持一切生活所需而需要的設備，例如電力、煤氣、自來水等的公共設施等。這是自阪神大地震後開始使用的用語。（在日语中是，生命線，生活基盤等）
  - 英語裡的Lifeline本來是指連繫著救生衣、救生艇等的繩索、船員與船之間連繫的繩索、與及連繫著潛水人員的繩索等等。正确用法应该是critical infrastructure（关键基础设施）。
- （Recruit）：民間企業的人材招聘
  - 英語裡的recruit通常用於募兵。
- （Restruc）：公司重組裁員，由（Restructuring）一字縮略出來。（在日语中是，人員整理）
  - 英語裡的restructuring本意是指公司的架構重組，重新整頓人力資源，並沒有任何裁員之意。日語裡加入裁員的意思，是自從石油危機以後才開始。日本人的原意為「減量經營」。英语中的裁员行为称为layoff。
- （Reform）：裝修，重新設計，多指住宅等的裝修。（在日语中是，改装，改築等）
  - 英語裡的reform是指宗教、制度、社會等的改革。“装修”一词可用renovate/renovation。
- （Link Free）：（網站間的）自由連結
  - 英語對Link free的見解是「不含有連結」的意思。
- （Range）：焗爐、微波爐
  - 英語裡的range通常是指程度、範圍。Range在英语中仍保有烤炉之意，但并不常用。烤炉或微波炉常用的字眼应该是oven。
- （Yacht）：遊艇、帆船
  - 英語裡的yacht正統來說是指一般個人擁有的豪華客船、遊艇等。由於日語常常把Sailboat和Yacht兩字混淆，故現在已經較少使用。

### 文法上誤用
- （Salary+Man）：受薪階層（在日语中是，会社員，公務員等）
  - 英語裡指受薪者的意思，salaried man才是正確。（辦公室勞動者）則與office worker較為相近。
- （Make+Drama）：創造奇蹟、創造神話
  - 由日本著名棒球教練長嶋茂雄先生所發的一言而誕生的詞語，但“奇迹”一词应称为miracle。
- （Year+Of+The+Coach）：年度教練
  - 由朝日新聞社和日本高中棒球聯盟為表揚高中棒球教練的制度名稱。但是按照文法來說，（Coach of the Year）才是正確。

### 日語化的縮略語
- （Advertising Ballon）：宣傳用的廣告氣球
- （Announcer）：電視節目主持，新聞主播（在日语中是，放送員，広報等）
- （Animation）：原本只是指一般動畫，但後來經過再輸出後，英語裡也有了Anime一字，用來表示日本動畫。
- （Apartment）：住宅大廈
- （Appointment）：預約（在日语中是，予約，許可等）
- （Underground）：地下、倫敦地鐵
- （Infrastructure）：基礎建設、基建（在日语中是，生活基盤，生命線等）
- （Inflation）：通貨膨脹、通脹（在日语中是，物価上昇，通貨膨張）
- （Air conditioner）：空氣調節、空調、冷氣機（英語也使用Aircon一字）（在日语中是，空調）
- （Aerobics）：有氧运动
- （Engagement ring）：訂婚戒指
- （Entertainment）：娛樂（在日语中是，娯楽，芸能等）
- （Alternative）：替代
- （Chemical condenser）：化學用電容器
- （Costume play）：Cosplay、角色扮演。經過再輸出後，英語裡也有了「Cosplay」一字，用來表示日本這種動畫角色扮演活動（在日语中是，仮装，扮装等）
- （Convenience store）：便利商店、便利店
- （Sabotageru）：怠工，逃學，偷懶。將英文中的Sabotage，破壞一詞縮寫為Sabo再換上日語五段動詞中常見後綴。
- （Subculture）：次文化
- （Sandwich）：三文治、三明治，或者中間夾著餡料的食物
  - 注意：「Sand」的意思為「沙」
- （Supermarket）：超級市場、超市
- （Starting member）：（運動比賽中）首先出場，打頭陣
- （Super computer）：超級電腦
- （General contractor、General constructor）：綜合承包商，綜合承建商
- （Second hand）：二手
- （Department store）：百貨公司、百貨店
- （Digital Camera）：數碼相機、數位相機（菲律賓語和英語也分別有Digi-came和Digicam的說法）
- （Deflation）：通貨緊縮、通縮（在日语中是，物価下落，通貨収縮）
- （Smart phone）：智能手機，實則為的簡稱
- （Skate board）：滑板，實則為的簡稱
- （Demonstration）：遊行、示烕（在日语中是，示威運動）
- （Television）：電視機、電視
- （Transformer）：變壓器
- （Notebook）：筆記本、筆記本型電腦、手提電腦
- （Notebook personal computer）：筆記本型電腦、手提電腦
- （Pineapple）：鳳梨、菠蘿
- （Crowbar）：撬杆（在日语中是，釘抜き，鉄梃）
- （Personal computer）：個人電腦、電腦
- （Handkerchief）：手巾、手帕（在日语中是，手拭い，汗拭き等）
- （Building）：大廈
- （Front desk）：酒店的接待處
- （Platform）：車站月台（在日语中是，乗り場）
- （Professional wrestling）：職業摔角
- （Ball-point pen）：原子筆（英語裡也已經有Ball pen的說法）
- （Mass communication）：大眾傳媒，但其實英語裡正確的說法應該是mass media
- （Radio controlled）：無線操控、無線控制
- （Remote controlled）：遙遠控制、遙控
- （Location）：拍攝（在日语中是，撮影）
- （Basketball）：籃球
- （American football）：美式足球，實則為的簡稱

## 英語以外的和製外來語範例
- アベック（法avec，英with）：一對。
- アンケート（法Enquête，英Inquiry）：問卷調查（在日语中是，聞き取り調査，標本調査等）。
  - 法語裡的Enquête只有詢問、查詢之意，「問卷調查」應該是Questionnaire。
- アルバイト（德Arbeit，英work）：兼職。朝鮮語裡的「아르바이트（a-leu-ba-i-t'eo）」和這個和製外來語意思相同。
  - 德語裡的Arbeit只有工作的意思，「兼職」應該是Teilzeitarbeit。
  - 註：有時日本人亦會將該詞簡稱為バイト。
- イギリス（葡Inglês，英English）：英國。
  - 葡萄牙語裡的Inglês是「英國的、英國人、英語」的意思，「英國」應該是Inglaterra。由於荷蘭語裡的England所指的地方並不是英國，故在鎖國政策時代应是引入葡萄牙語的說法。
- エネルギー（德Energie，英Energy）：能源、力气（在日语中是熱、熱量等）。
- オランダ（葡Holland，英The Netherlands）：荷蘭。
  - 名字來自荷蘭一個叫做Holland的地方，雖然本身並非指整個荷蘭，但傳入日本後日本人則用來指整個國家，如同中文之「荷蘭」和英文之Holland。
- フリーター（Free+Arbeit+er）：只做兼職的人。
- コック（荷Kok，英Cook）：厨师（在日语中是料理人、調理師等）。
- コンクール（法Concours，英Competition）：比賽（在日语中是競技会、大会等）。
- シュークリーム（法Chou à la crème，英Cream puff）：泡芙、忌廉泡芙。
  - 日語裡解作鞋油、鞋臘的「靴墨（靴クリーム）」，英文中應是shoe polish。
- チャルメラ（葡Charamela）：七孔喇叭。
- テーマ（德Thema，英Theme）：主題（在日语中是主題、題等）。
  - 可是像「テーマソング」（Thema+Song）、「テーマパーク」（Thema+Park）一樣多與英語單字組合成詞語。
- ドイツ（德Deutschland，荷Duitsland，英Germany）：德國。
  - 德語裡「德國」一詞為Deutschland，意為「民眾的國家」。有說「ドイツ」一詞是從Deutschland一字縮略出來。但日本在仍處於鎖國政策時代的時候，就已經有使用（德語）和（德國人），故亦有說「ドイツ」一詞源自荷蘭語的Duitsland（德國）。
  - 漢語譯作「德意志」。
- パンタロン（法Pantalon，英Pantaloon）：喇叭裤（宽大的裤子）。

## 容易讓人誤解的外來語例子
- スイートルーム（Suite room）：套房、套間
  - 容易與以片假名標記的「スイート」（Sweet）混淆。Suite意思是一套，語源來自法語的Suit。
- ファーストフード（Fast food）：快餐
  - 容易與以片假名標記的「ファースト」（First）混淆。這有可能受著名快餐鏈鎖店的「ファーストキッチン」（First Kitchen）所影響。
- フリーマーケット（Flea market）：跳蚤市場
  - 容易與以片假名標記的「フリー」（Free）混淆。Flea是跳蚤的意思，把法語的Marche aux puces譯作英語的話就是Market in fleas（跳蚤市場）。
- ヒットエンドラン（Hit and run）：（棒球的）擊球跑壘
  - 由於在英語裡多寫成「Hit n' run」，「and」的發音不發，以致翻譯成日語之後有可能會被誤會是「Hit end run」這樣沒意思的詞語。

## 這些外來語既不是和製英語，也不是英語
- アイスバーン（德Eisbahn，英Skating rink）：溜冰場。德語裡的Bahn有道路之意。
- イクラ（俄Икра，羅馬化Ikra，英Caviar）：魚子醬。
- エネルギッシュ（德Energisch，英Energetic）：有精力的。
- ゴム（荷Gom，英Gum）：橡膠。
- ゼミナール（德Seminar）：研究班，研討班（在日语中是講習会、演習等）。
- デビュー（法début）：出道、首次露面、初次登台（在日语中是初舞台、初登場等）。
- ハイム（德Heim，英home）：常見德國人姓氏，意思相當於英語的home。
- パン（葡Pão）：麵包。
  - 另外，法語裡也有使用類似「パン」發音的Pain一字解作麵包。
- マロン（法Marron，英Chestnut）：栗子色、棕色。
- レジュメ（法résumé，現也被美式英語吸收）：履歷表。

## 參看
- Engrish
- 英语借词
- All your base are belong to us
- 和製漢語
- 外來語

## 外部連結
- 把和製英語、片假名英語翻譯為正確英語的翻譯辭典